# Châtelat
Châtelat es una población y una antigua comuna suiza del cantón de Berna, situada en el distrito administrativo del Jura bernés. El 1 de enero de 2015 fue suprimida al fusionarse con las comunas de Monible, Sornetan y Souboz, y formar la comuna nueva de Petit-Val.
Hasta el 31 de diciembre de 2009 situada en el distrito de Moutier.

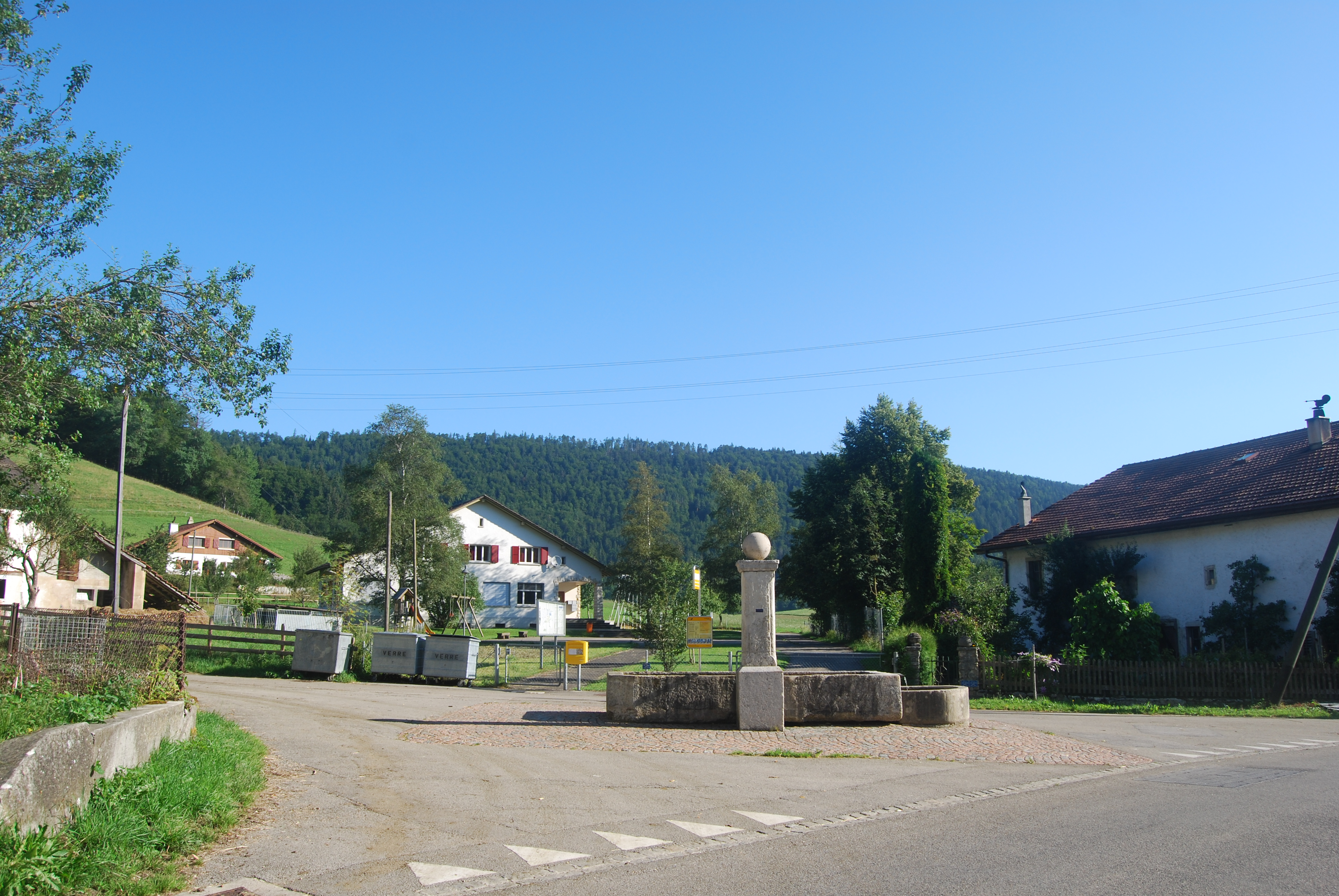
Châtelat

## Historia
De 1797 a 1815, Châtelat perteneció a Francia, la comuna hacía parte del departamento de Monte Terrible, y a partir de 1800, al departamento del Alto Rin, al cual el departamento de Monte Terrible fue anexado. En 1815, luego del Congreso de Viena, el territorio del antiguo Obispado de Basilea fue atribuido al cantón de Berna.
Aunque la lengua oficial de la comuna sea el francés, la mayoría de la población (más del 60%) de la comuna es de lengua materna alemana.